# Procambarus (Scapulicambarus)
Pour les articles homonymes, voir Procambarus.
Sous-genre
Procambarus (Scapulicambarus) est un sous-genre d'écrevisses de la famille des Cambaridae.

## Liste des espèces
- Procambarus clarkii (Girard, 1852)
- Procambarus howellae Hobbs, 1952
- Procambarus okaloosae Hobbs, 1942
- Procambarus paeninsulanus (Faxon, 1914)
- Procambarus strenthi Hobbs, 1977
- Procambarus troglodytes (Le Conte, 1856)